# Cap Palinuro
Le cap Palinuro (en italien, Capo Palinuro) se trouve dans le Sud-Ouest de l'Italie, à environ 80 kilomètres de Salerne, dans la partie sud de la région de Cilento, et à 32 kilomètres à l'est de Sapri. Il est supposé avoir été nommé ainsi en souvenir de Palinure, le timonier du navire d'Énée, dans l’Énéide de Virgile.  

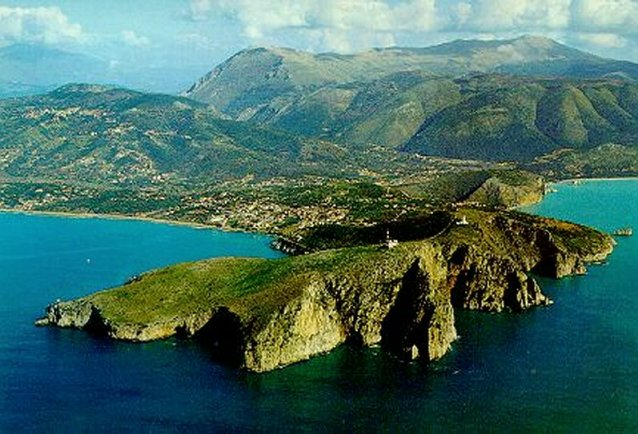
Le cap Palinuro, surmonté de son phare.